# Raven Saunders
Raven Saunders (Charleston, 15 maggio 1996) è una pesista statunitense.

## Biografia
È apertamente lesbica, nonché sostenitrice della giustizia razziale e della salute mentale.
Dopo aver conquistato la medaglia d'oro nel getto del peso ai campionati panamericani juniores di Edmonton e ai campionati nord-centroamericani e caraibici under 23 di San Salvador, rispettivamente nel 2015 e 2016, sempre nel 2016 ha partecipato ai Giochi olimpici di Rio de Janeiro, dove ha concluso la gara in finale al quinto posto.
Nel 2017 si è classificata decima ai campionati del mondo di Londra.
Ha raccontato di aver tentato il suicidio il 26 gennaio 2018 e di essere stata salvata dall'intervento della propria psicoterapista. Le è stata diagnosticata depressione, ansia grave e sindrome da stress post-traumatico ed è stata ricoverata per alcuni mesi in un centro specializzato. In seguito alla guarigione, è divenuta testimonial di campagne di sensibilizzazione ed ha ripreso l'attività agonistica.
Nel 2021 ha rappresentato gli Stati Uniti ai Giochi olimpici estivi di Tokyo 2020 dove ha conquistato la medaglia d'argento nel getto del peso, grazie alle misura di 19,79 metri, terminando alle spalle della cinese Lijiao Gong (20,58 metri). Durante la cerimonia di premiazione, mentre si trovava sul podio ha alzato le braccia formando una X in segno di solidarietà verso il movimento LGBT e verso gli oppressi.

## Progressione

### Getto del peso
| Stagione | Misura  | Luogo          | Data      | Rank. Mond. |
| -------- | ------- | -------------- | --------- | ----------- |
| 2021     | 19,96 m | Eugene         | 24-6-2021 |             |
| 2019     | 16,95 m | Tucson         | 27-4-2019 |             |
| 2018     | 19,74 m | Ostrava        | 9-9-2018  |             |
| 2017     | 19,76 m | Sacramento     | 24-6-2017 |             |
| 2016     | 19,35 m | Rio de Janeiro | 12-8-2016 |             |
| 2015     | 18,35 m | Eugene         | 11-6-2015 |             |
| 2014     | 17,27 m | Columbia       | 12-4-2014 |             |

## Palmarès
| Anno | Manifestazione                   | Sede           | Evento         | Risultato | Prestazione | Note |
| ---- | -------------------------------- | -------------- | -------------- | --------- | ----------- | ---- |
| 2015 | Campionati panamericani juniores | Edmonton       | Getto del peso | Oro       | 18,27 m     |      |
| 2016 | Campionati NACAC U23             | San Salvador   | Getto del peso | Oro       | 18,49 m     |      |
| 2016 | Giochi olimpici                  | Rio de Janeiro | Getto del peso | 5ª        | 19,35 m     |      |
| 2017 | Mondiali                         | Londra         | Getto del peso | 10ª       | 17,86 m     |      |
| 2021 | Giochi olimpici                  | Tokyo          | Getto del peso | Argento   | 19,79 m     |      |
| 2024 | Giochi olimpici                  | Parigi         | Getto del peso | 11ª       | 17,79 m     |      |

## Campionati nazionali
- 2 volte campionessa statunitense juniores del getto del peso (2014, 2015)
- 1 volta campionessa statunitense assoluta del getto del peso (2017)

2014
- Oro ai campionati statunitensi juniores, getto del peso - 17,02 m

2015
- 8ª ai campionati statunitensi assoluti, getto del peso - 17,85 m
- Oro ai campionati statunitensi juniores, getto del peso - 17,01 m

2017
- Oro ai campionati statunitensi assoluti, getto del peso - 19,76 m

2018
- Bronzo ai campionati statunitensi assoluti, getto del peso - 18,74 m

## Altre competizioni internazionali
2018
- Bronzo allo Shanghai Golden Grand Prix ( Shanghai), getto del peso - 18,63 m
- 4ª al Meeting international Mohammed VI ( Rabat), getto del peso - 18,15 m
- Argento all'Herculis ( Monaco), getto del peso - 19,67 m
- Argento al Memorial Van Damme ( Bruxelles), getto del peso - 19,64 m
- Argento in Coppa continentale ( Ostrava), getto del peso - 19,74 m